# Gatan utan namn
Gatan utan namn (eng. The Street with No Name) är en amerikansk långfilm från 1948 i regi av William Keighley, med Mark Stevens, Richard Widmark, Lloyd Nolan och Barbara Lawrence i rollerna.

## Handling
FBI-agenten Gene Cordell (Mark Stevens) infiltrerar en kriminell organisation som leds av bossen Alec Stiles (Richard Widmark).

## Rollista
| Mark Stevens     | – Gene Cordell               |
| Richard Widmark  | – Alec Stiles                |
| Lloyd Nolan      | – Inspector George A. Briggs |
| Barbara Lawrence | – Judy Stiles                |
| Ed Begley        | – Chief Bernard Harmatz      |
| Donald Buka      | – Shivvy                     |
| Joseph Pevney    | – Matty                      |
| John McIntire    | – Cy Gordon                  |
| Walter Greaza    | – Police Lt. Paul Staller    |
| Howard Smith     | – Commissioner Ralph Demory  |

## Produktion
Filmen gjordes med FBI och när filmen öppnades visades texter som förklarade detta för tittaren och att filmen byggde på verkliga händelser.
June Haver erbjöds rollen som Judy Stiles men hon tackade nej och kallade den för en "oviktig roll". Hon sa även: "After playing that role, I won't have any name". På grund av detta stängdes hon av av 20th Century Fox.